# Juan Carlos Serrán
Juan Carlos Gómez Giuntini (Buenos Aires; 22 de enero de 1952 - Ciudad de México; 2 de febrero de 2016) y conocido artísticamente como Juan Carlos Serrán fue un actor mexicano nacido en Argentina. Debutó como actor en el mundo de las telenovelas en 1984 con Principessa, y su segundo trabajo relacionado con las telenovelas fue en Bianca Vidal en el año 1985. También es recordado por su papel de "Leandro Villanueva" en la telenovela El noveno mandamiento.
Entre los últimos trabajos de Juan Carlos Serrán figuran las series Como dice el dicho, El encanto del águila en 2011 , Gritos de muerte y libertad, la telenovela Soy tu dueña en 2010 y Hermanos y detectives en 2009. En un escenario distinto, hay que destacar también su trabajo en Fast Food Nation en 2006.
Serrán murió el 2 de febrero de 2016 en México, debido a la sepsis que padecía, a las 04:00 a. m..

## Filmografía
- El encanto del águila (2011) .... Vicepresidente Ramón Corral
- Como dice el dicho (2011) ....
- Soy tu dueña (2010) .... Librado Manzanares
- Gritos de muerte y libertad (2010) .... Leonardo Bravo
- La rosa de Guadalupe (2010)........
- Hermanos y detectives (2009) ....
- Los simuladores (2009) ....
- Adictos (2009) ....
- Tormenta en el paraíso (2007) .... Lucio Trinidad
- Amar sin límites (2006) .... Aníbal Meléndez
- Fast Food Nation (2006) .... Esteban
- Mujer, casos de la vida real (1994-2006)
- Pablo y Andrea (2005) .... Juez Ortiz
- La esposa virgen (2005) .... Inspector
- Contra viento y marea (2005) .... Comandante Ruiz
- Amar otra vez (2004) .... Bonifacio
- Más allá del vacío (2004) ....
- Dame tu cuerpo (2003) .... Galileo Tonatiuh
- Zurdo (2003) .... Mr. Mendoza
- Vivan los niños (2002) .... Pietro Mortadello
- Entre el amor y el odio (2002) .... Vicente "Chente" Amaral
- La segunda noche (2001) ... Archi
- El noveno mandamiento (2001) .... Leandro Villanueva
- Güereja de mi vida (2001) .... Director Severiano A. Wilson
- Carita de ángel (2000-2001) .... Rómulo Rossi
- Los muertos no hablan (2000) ....
- Maten al cazador (2000) .... El Jalisco
- Rosalinda (1999)
- Rencor apasionado (1998) .... Ricardo Del Campo
- Esmeralda (1997) .... Dionisio Lucero #1
- Azul (1996) .... Dr. Solórzano
- El vuelo del águila (1994-1995) .... Félix Zuloaga/Manuel Márquez Sterling
- Marimar (1994) .... Ulises
- Fray Marimar de las Casas (1993) ....
- La última esperanza (1993) .... Mariano
- Carrusel de las Américas (1992)
- La sonrisa del diablo (1992) .... Poncho
- Mi pequeña Soledad (1990) .... Sebastián Díaz
- Dulce desafío (1988-1989) .... Federico Higuera
- Simplemente María (1989) ....  Román López
- El rincón de los prodigios (1988) .... Ramón
- La indomable (1987) .... Gerardo
- Rosa salvaje (1987) .... Pedro Luis García + Actuación especial
- Monte Calvario (1986) .... Juan
- Cicatrices del alma (1986) .... Sandro
- Enemigos a muerte (1985) .... Esbirro de Nicky
- Principessa (1984) .... Emilio
- Bianca Vidal (1982) ..... Alfonso †

## Premios
Premio Arlequín 1998 "Juan Carlos Serrán (trayectoria en Televisión)".